# Клидийски мост
Клидийският мост (на гръцки: Ρωμαϊκη Γέφυρα στο Κλειδί) е каменен мост в Егейска Македония, Гърция. Намира се край урумлъшкото село Клиди, над старото корито на река Колудей (Лудиас) преди то да се измести около 250 m на север.
Построен е в римско време като част от крайбрежния римски път от Солун на юг. В миналото е имал 13 или повече свода, от които днес е запазен само един. Алфред Делакулонш („Mémoire sur le berceau de la puissance macédonienne des bords de l'Haliacmon et ceux de l'Axius“) в 1859 година пише, че в околните села са намерени камъни от моста, използвани за строителен материал, всеки тежащ около 1300 килограма.
В 1976 година мостът е обявен за паметник на културата като единствен по рода си в Егейска Македония.